# Vojtech Dangl
Vojtech Dangl (15. dubna 1937, Šahy – 8. července 2018, Bratislava) byl slovenský historik, spoluzakladatel, přední představitel a popularizátor vojenských dějin na Slovensku.

## Život
V rodných Šahách absolvoval základní a střední školu a po maturitě (1955) nastoupil na České vysoké učení technické v Praze, ale zakrátko přestoupil na Filozofickou fakultu Univerzity Karlovy, kde absolvoval studium v oboru historie – filosofie. Následně v letech 1962–1968 působil jako odborný pracovník v Muzeu Slovenského národního povstání v Banské Bystrici a po vojenské prezenční službě pracoval ve Slovenském ústavu památkové péče a ochrany přírody v Bratislavě (1965–1970). V letech 1970–2004 působil jako vědecký pracovník ve Vojenském historickém ústavu (VHÚ) v Bratislavě, kde v letech 1990–1994 zastával funkci zástupce náčelníka a v letech 1994–1999 ředitele odboru vojensko-historických výzkumů. V letech 1999–2004 působil jako předseda vědecké rady VHÚ.
Roku 2004 odešel z VHÚ a ve své vědecko-výzkumné práci pokračoval v Historickém ústavu Slovenské akademie věd. Byl členem Slovenské historické společnosti, Slovensko-maďarské historické komise a Spolku slovenských spisovatelů.
Zemřel 8. července 2018 a 12. července 2018 byl zpopelněn v krematoriu v Bratislavě.

## Dílo
Dangl se vědecko-výzkumně i organizačně podílel na etablování vojenských dějin jako historické disciplíny na Slovensku. Stál u zakládání a konstituování VHÚ, který nadále slouží jako institucionální základna výzkumu vojenských dějin. Spoluzaložil a dlouhodobě vedl vědecký časopis Vojenská história vydávaný tímto ústavem. Systematicky zkoumal vojenské dějiny Slovenska. Je autorem 14 monografií a více než 50 studií a spoluautorem 10 kolektivních monografií a 11 encyklopedických děl.